# Washington Open 2025
Il Washington Open 2025, ufficialmente Mubadala Citi DC Open 2025 per motivi di sponsorizzazione, è stato un torneo di tennis giocato sul cemento. È stata la 56ª edizione del torneo maschile, facente parte della categoria ATP Tour 500 nell'ambito dell'ATP Tour 2025 e la 13ª edizione del torneo femminile, facente parte della categoria WTA 500 nell'ambito del WTA Tour 2025. Entrambi i tornei si sono giocati al William H.G. FitzGerald Tennis Center di Washington, negli Stati Uniti, dal 21 al 27 luglio 2025.

## Partecipanti ATP

### Teste di serie
| Nazionalità | Giocatore                   | Ranking* | Testa di serie |
| ----------- | --------------------------- | -------- | -------------- |
| Stati Uniti | Taylor Fritz                | 4        | 1              |
| Italia      | Lorenzo Musetti             | 7        | 2              |
| Danimarca   | Holger Rune                 | 8        | 3              |
| Stati Uniti | Ben Shelton                 | 9        | 4              |
|             | Andrej Rublëv               | 10       | 5              |
| Stati Uniti | Frances Tiafoe              | 11       | 6              |
| Australia   | Alex de Minaur              | 12       | 7              |
|             | Daniil Medvedev             | 14       | 8              |
| Italia      | Flavio Cobolli              | 19       | 9              |
| Australia   | Alexei Popyrin              | 24       | 10             |
| Rep. Ceca   | Jiří Lehečka                | 25       | 11             |
| Spagna      | Alejandro Davidovich Fokina | 26       | 12             |
| Stati Uniti | Alex Michelsen              | 30       | 13             |
| Stati Uniti | Brandon Nakashima           | 31       | 14             |
| Canada      | Gabriel Diallo              | 38       | 15             |
| Italia      | Lorenzo Sonego              | 40       | 16             |

* Ranking al 14 luglio 2025.

### Altri partecipanti
I seguenti giocatori hanno ricevuto una wildcard per il tabellone principale:
- Daniel Evans
- Mackenzie McDonald
- Emilio Nava
- Ethan Quinn
- Holger Rune

Il seguente giocatore è entrato in tabellone utilizzando il ranking protetto:
- Jenson Brooksby

I seguenti giocatori sono passati dalle qualificazioni:

- Murphy Cassone
- Billy Harris
- Colton Smith
- Zachary Svajda
- Wu Yibing
- Beibit Zhukayev

Il seguente giocatore è entrato in tabellone come lucky loser:
- Corentin Moutet

### Ritiri
Prima del torneo
- Jacob Fearnley → sostituito da  Bu Yunchaokete
- Sebastian Korda → sostituito da  Christopher O'Connell
- Nick Kyrgios → sostituito da  Aleksandar Kovacevic
- Tomáš Macháč → sostituito da  Learner Tien
- Jakub Menšík → sostituito da  Benjamin Bonzi
- Tommy Paul → sostituito da  Reilly Opelka
- Jordan Thompson → sostituito da  Yoshihito Nishioka

## Partecipanti ATP doppio

### Teste di serie
| Nazionalità | Giocatore          | Nazionalità   | Giocatore              | Ranking* | Teste di serie |
| ----------- | ------------------ | ------------- | ---------------------- | -------- | -------------- |
| Italia      | Simone Bolelli     | Italia        | Andrea Vavassori       | 26       | 1              |
| Stati Uniti | Christian Harrison | Stati Uniti   | Evan King              | 35       | 2              |
| Monaco      | Hugo Nys           | Francia       | Édouard Roger-Vasselin | 40       | 3              |
| India       | Yuki Bhambri       | Nuova Zelanda | Michael Venus          | 51       | 4              |

* Ranking al 14 luglio 2025.

### Altri partecipanti
Le seguenti coppie di giocatori hanno ricevuto una wildcard per il tabellone principale: 
- Nick Kyrgios /  Gaël Monfils
- Alex de Minaur /  Alexei Popyrin

La seguente coppia di giocatori è passata dalle qualificazioni:
- Alexander Erler /  Robert Galloway

### Ritiri
Prima del torneo
- Marcelo Arévalo /  Mate Pavić→ sostituiti da  André Göransson /  Sem Verbeek
- Julian Cash /  Lloyd Glasspool → sostituiti da  Matthew Ebden /  John Peers
- Harri Heliövaara /  Henry Patten → sostituiti da  Nathaniel Lammons /  Jackson Withrow
- Joe Salisbury /  Neal Skupski → sostituiti da  Neal Skupski /  John-Patrick Smith

## Partecipanti WTA

### Teste di serie
| Nazionalità | Giocatrice      | Ranking* | Testa di serie |
| ----------- | --------------- | -------- | -------------- |
| Stati Uniti | Jessica Pegula  | 4        | 1              |
| Stati Uniti | Emma Navarro    | 11       | 2              |
| Kazakistan  | Elena Rybakina  | 13       | 3              |
| Danimarca   | Clara Tauson    | 19       | 4              |
| Polonia     | Magdalena Fręch | 24       | 5              |
| Stati Uniti | Sofia Kenin     | 26       | 6              |
| Ucraina     | Marta Kostjuk   | 27       | 7              |
| Polonia     | Magda Linette   | 28       | 8              |

* Ranking al 14 luglio 2025.

### Altre partecipanti
Le seguenti giocatrici hanno ricevuto una wild card per il tabellone principale:
- Victoria Mboko
- Naomi Ōsaka
- Maria Sakkarī
- Venus Williams

Le seguenti giocatrici sono passate dalle qualificazioni:

- Caroline Dolehide
- Kamilla Rachimova
- Julija Starodubceva
- Taylor Townsend

### Ritiri
Prima del torneo
- Ekaterina Aleksandrova → sostituita da  Hailey Baptiste
- Amanda Anisimova → sostituita da  Maya Joint
- Paula Badosa → sostituita da  Anastasija Potapova
- Ashlyn Krueger → sostituita da  Tatjana Maria
- Zheng Qinwen → sostituita da  Danielle Collins

## Partecipanti WTA doppio

### Teste di serie
| Nazionalità   | Giocatrice        | Nazionalità   | Giocatrice      | Ranking* | Teste di serie |
| ------------- | ----------------- | ------------- | --------------- | -------- | -------------- |
| Stati Uniti   | Asia Muhammad     | Nuova Zelanda | Erin Routliffe  | 15       | 1              |
| Stati Uniti   | Taylor Townsend   | Cina          | Zhang Shuai     | 17       | 2              |
| Taipei cinese | Chan Hao-ching    | Cina          | Jiang Xinyu     | 49       | 3              |
| Slovacchia    | Tereza Mihalíková | Regno Unito   | Olivia Nicholls | 57       | 4              |

*ranking al 14 luglio 2025.

### Altre partecipanti
Le seguenti coppie di giocatrici hanno ricevuto una wildcard per il tabellone principale:
- Hailey Baptiste /  Venus Williams
- Eugenie Bouchard /  Clervie Ngounoue

La seguente coppia di giocatrici è entrata in tabellone utilizzando il ranking protetto:
- Kamilla Rachimova /  Galina Voskoboeva

## Campioni

### Singolare maschile
Alex de Minaur ha sconfitto in finale  Alejandro Davidovich Fokina con il punteggio di 5-7, 6-1, 7-6(3).

### Singolare femminile
Leylah Fernandez ha sconfitto in finale  Anna Kalinskaja con il punteggio di 6-1, 6-2.

### Doppio maschile
Simone Bolelli /  Andrea Vavassori hanno sconfitto in finale  Hugo Nys /  Édouard Roger-Vasselin con il punteggio di 6-3, 6-4.

### Doppio femminile
Taylor Townsend /  Zhang Shuai hanno sconfitto in finale  Caroline Dolehide /  Sofia Kenin con il punteggio di 6-1, 6-1.